# Campbell River
Campbell River ou Wiwek̓a̱m é uma cidade costeira na província da Colúmbia Britânica, na costa leste da Ilha de Vancouver, no extremo sul da Passagem Discovery, que fica ao longo da importante rota de embarque da Passagem Interior. Campbell River possui uma população (censo de 2016) de 35.138 habitantes e tem sido apontada como a "Capital Mundial do Salmão". 
A cidade de Campbell River está localizada no Distrito Regional de Strathcona.